# Avanade
Avanade (/ˈævənɑːd/) ist eine global tätige Professional Service Firm, die IT-Beratung und -Dienstleistungen anbietet, die sich auf die Microsoft-Plattform konzentrieren. Die Angebote betreffen die Bereiche künstliche Intelligenz, Business Analytics, Cloud, Anwendungsdienste, digitale Transformation, moderner Arbeitsplatz, Informationssicherheit, Change Management und Managed Services. Das Unternehmen hat seinen Hauptsitz in Seattle und beschäftigt 50.000 Mitarbeiter in 26 Ländern. Avanade betreut 34 % der Fortune 500 und 46 % der Fortune Global 500.

## Geschichte
Avanade wurde im April 2000 als Joint Venture von Accenture (ehemals Andersen Consulting) und Microsoft gegründet. Beide Mutterunternehmen unterhalten eine strategische Allianz, bei der die Beratungsleistungen von Accenture mit den skalierbaren Cloud- und Mobiltechnologien von Microsoft kombiniert werden. Accenture und Avanade wurden 17-mal in Folge zum Microsoft Alliance Partner des Jahres ausgezeichnet (Stand 2022).
Der Name „Avanade“ ist ein Kofferwort der englischen Begriffe „Avenue“ und „Promenade“. CEO des Unternehmens ist seit September 2024 Rodrigo Caserta.

## Produkte und Dienstleistungen
Das Geschäftsmodell von Avanade kombiniert die Leitung und Durchführung von Microsoft-basierten Projekten im Auftrag von Accenture mit dem eigenen Direktgeschäft, bei dem Avanade der Vertragspartner ist. Das letztgenannte Direktgeschäft ist in den letzten 10 Jahren erheblich gewachsen, was zum Teil auf eine Reihe von Übernahmen in diversen Ländern zurückzuführen ist, die jeweils bestehende direkte Geschäftsbeziehungen mit sich gebracht haben. Da das Beratungsunternehmen mit Stand 2022 der größte globale Partner von Microsoft ist, hat es sein Direktgeschäft auch durch Kollaborationen mit dem Technologieunternehmen kontinuierlich ausgebaut. Avanade berät dabei zur gesamten Microsoft-Produktpalette und bietet neben handelsüblichen auch stark individualisierte Lösungen an.